# Меурман, Отто-Иивари
О́тто-И́ивари Ме́урман (швед. Otto-Iivari Meurman; 4 июня 1890, Илмайоки, Вазаская губерния — 19 августа 1994, Хельсинки) — финский архитектор.

## Биография
Родился в Илмайоки в семье врача. Окончил отделение скульптуры при главном художественном музее Финляндии «Атенеум», а затем, в 1914 году, – Высшую Финскую техническую школу по классу архитектуры. Поступил на работу в архитектурное бюро Элиэля Сааринена, приняв участие в разработке одного из разделов плана Большого Хельсинки. В 1917 году Меурман стал помощником главного архитектора Хельсинки. 
В августе 1918 года была учреждена должность архитектора-градостроителя Выборга, и двадцативосьмилетнему Меурману предложили её занять. Не испытывая желания переезжать из столицы в Выборг, Меурман, тем не менее, решил взглянуть на город, в котором до этого не бывал. Встретивший его сокурсник Ю. Викстедт привёл Меурмана на Батарейную гору, откуда открывалась панорама города. Много лет спустя Меурман вспоминал об этом дне:
Я увидел перед собой центр Выборга, красивый Торкельский парк… Затем мы отправились осматривать старый центр и шли длинными узкими, покрытыми булыжной мостовой улицами. Видели Выборгский замок и высокую Часовую башню, парящую над участком старого кафедрального собора. Крыло выборгской феи коснулось меня, и в один миг я стал выборжанином. И выборжанином останусь до самой своей смерти
В тот же день Меурман принял решение о переезде в Выборг, став первым в истории города архитектором-градостроителем. В 1920-х — 1930-х годах он разработал подробные планы расширения и реконструкции городских районов Выборга, охватывавшие территорию от острова Тронгзунд до станции Таммисуо и от Тиенхаары до Сяйниё. Предусматривалось много новаторских идей, в том числе: перенос ветки Финляндской железной дороги и подходного фарватера Сайменского канала, а также прокладка широких автомагистралей, застроенных многоэтажными зданиями современной архитектуры. В 1929 году выполненный Меурманом генеральный план Выборга удостоился золотой медали IV-го Международного градостроительного конгресса в Барселоне. Однако выполнению плана воспрепятствовали Советско-финские войны (1939—1944), по окончании которых лишь немногие идеи Меурмана были реализованы (например, в 1968 году открыли обновлённый Сайменский канал, а объездную дорогу вокруг Выборга достроили только к 2006 году).
С 1927 по 1937 год Меурман совмещал должность архитектора-градостроителя с исполнением обязанностей хранителя древностей Выборга, осуществляя руководство обмерами зданий и подвалов в Старом городе, впервые в истории города организовав плановую работу по изучению сохранившейся жилой средневековой застройки Выборга. 
В 1937 году Меурман вернулся в Хельсинки, где с 1940 года преподавал в Хельсинкском политехническом институте. Им были разработаны градостроительные планы Йоэнсуу, Каяани, Кархулы, Рийхимяки и Торнио. Но он продолжал заниматься историей Выборга, опубликовав книги и статьи, ставшие ценными историческими источниками. Среди них: биографический справочник выборгских архитекторов, монография о выборгских усадьбах, а также книга, посвящённая истории выборгских храмов. Меурман находился в дружеской переписке с выборгским краеведом Е. Е. Кеппом, оказывая ценную помощь в подготовке исторических исследований. А перед столетним юбилеем надиктовал воспоминания, в которых главные страницы отведены Выборгу. 
Умер в возрасте 104 лет 19 августа 1994 года.

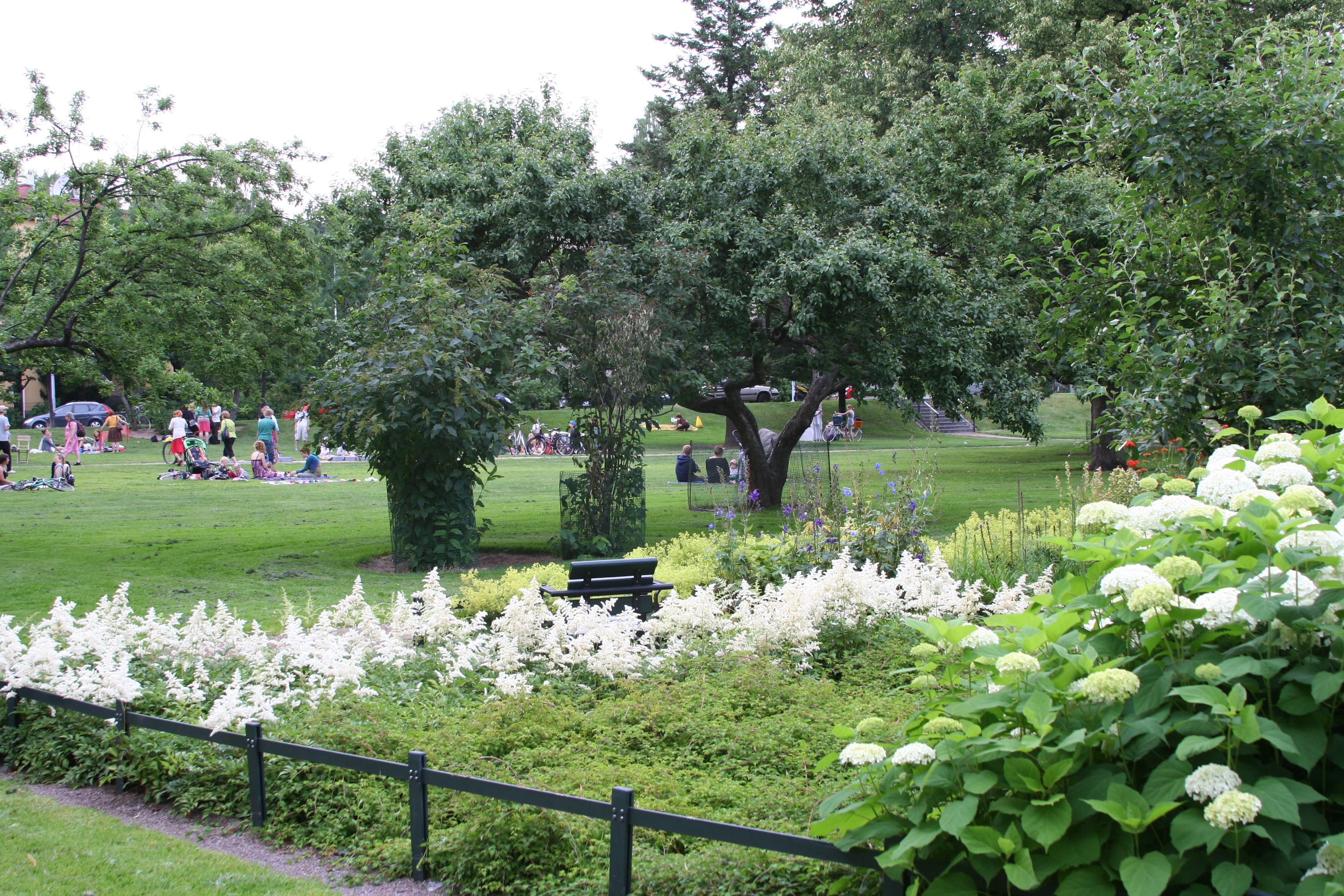
Парк О.-И. Меурмана в Хельсинки

В честь Отто-Иивари Меурмана названы парк в Хельсинки и премия, учреждённая Финляндским союзом архитекторов.